# Alaqua Cox
Alaqua Cox (13 de febrero de 1997) es una actriz nativa-estadounidense. Es conocida por interpretar a Maya Lopez/Echo en el Universo cinematográfico de Marvel en la serie de televisión Hawkeye (2021) y en el spin-off de la misma serie titulado Echo (2024), el cual se centra en su personaje, esto la convierte en el primer personaje nativo americano y en el segundo sordo en una producción de Marvel Studios.

## Primeros años
Hija de Elena y Bill Cox. Nació y creció en la Reserva Indígena Menomini en Keshena, Wisconsin, Estados Unidos. Pertenece a las etnias menomini y mohicana. Tiene tres hermanos: Will, Jordan y Katie. Es una persona sorda de nacimiento y asistió a la Escuela para Sordos/as de Wisconsin y fue parte del club de baloncesto femenino de 2014 a 2015 además de participar también en el equipo de voleibol.
Cox usa una prótesis en una pierna pero no ha revelado públicamente cómo es que le fue amputada esta.

## Carrera
Fue elegida como parte del elenco de Hawkeye el 3 de diciembre de 2020, siendo esto su debut en la actuación. Tras la noticia de su participación como Echo, su elenco recibió una abrumadora respuesta positiva de los usuarios de Twitter como modelo a seguir en la comunidad sorda con el activista sordo Nyle DiMarco brindándole su apoyo. En junio de 2021, El cocreador de Echo, David W. Mack, reaccionó a la noticia de la serie de televisión Echo expresando gratitud a Cox por ser una representante de los jóvenes sordos e indígenas, comentando: "Enseñé en la Escuela para Sordos en África, Asia [y] Europa, en mi trabajo para el Departamento de Estado de los Estados Unidos, [y] los estudiantes aman Echo [y] estarán felices con esto".
La misma Cox estuvo en la alfombra roja para el estreno de Hawkeye, expresó gratitud hacia Marvel por permitirle prosperar en el UCM como una recién llegada a Hollywood. "Es una locura que tenga mi propio programa después de Hawkeye. Ese fue mi primer papel como actriz", dijo Cox a un reportero de Variety. Añadió, "no sé por qué me están dando esta oportunidad, pero estoy agradecida. Estoy emocionada por el apoyo y por poder defender a la comunidad de personas sordas. Queremos tener esa igualdad e involucrar a más personas. Estoy muy agradecida por todas las oportunidades que se me han brindado". En una entrevista con la revista D23 de Disney, Cox habló sobre cómo Jeremy Renner y Hailee Steinfeld, sus compañeros en la serie, se esforzaron por aprender algo de lengua de señas estadounidense para poder comunicarse más fácilmente con ella, diciendo: "Pensé que era dulce que se esforzaran por aprender lo básico para comunicarse conmigo. Significa mucho para mí como persona sorda".

## Vida privada
El 14 de mayo de 2023 Cox anunció que estaba esperando a su primer hijo junto a su esposo. Esto lo hizo a través de una publicación en su cuenta oficial de Instagram mientras festejaba el Día de las Madres.

## Filmografía

### Televisión
| Año  | Título  | Papel             | Notas            |
| ---- | ------- | ----------------- | ---------------- |
| 2021 | Hawkeye | Maya Lopez / Echo | Serie de Disney+ |
| 2024 | Echo    | Maya Lopez / Echo | Serie de Disney+ |